# Miron Polakin
Miron Borisowicz Polakin (ros. Мирон Борисович Полякин; ur. 31 stycznia?/12 lutego 1895 w Czerkasach, zm. 21 maja 1941 w Moskwie) – rosyjski skrzypek i pedagog muzyczny.

## Życiorys
Był synem skrzypka, który udzielał synowi pierwszych lekcji gry. Studiował u Jeleny Wonsowskiej w Kijowie (1904–1908) i Leopolda Auera w Petersburgu (1908–1917). W 1912 roku wystąpił w Warszawie. W latach 1918–1926 odbył tournée koncertowe po Europie i Stanach Zjednoczonych, w 1922 roku grał w Nowym Jorku. Po powrocie do ZSRR został w 1928 roku wykładowcą Konserwatorium Leningradzkiego. Od 1936 roku wykładał w Konserwatorium Moskiewskim.
W jego repertuarze znajdowały się utwory skrzypcowe J.S. Bacha, Beethovena, Brahmsa, Francka, Mendelssohna, Czajkowskiego, Głazunowa i Chaussona.